# BBC Food
BBC Food fue un canal de televisión por cable y satelital dependiente de BBC que transmitía programas relacionados con la comida. 
Fue lanzado en junio de 2002 y estaba disponible en el sureste de África y en Escandinavia. El dueño del canal es BBC Worldwide, una de las tantas filiales de la BBC. 
BBC Food transmitía los mejores programas de comida hechos por la BBC o por otras estaciones televisivas, mostrando una imagen fresca, nueva, moderna y occidental. 
El canal incluía en su programación muchos y variados chefs famosos, incluyendo a Nigella Lawson, Delia Smith, Jamie Oliver, Antonio Carluccio, Antony Worrall Thompson, Rick Stein, Sophie Grigson, Ken Hom, Madhur Jaffrey, Ainsley Harriott y Gary Rhodes.
También transmitía este canal en el Reino Unido bajo el nombre de UKTV Food, en asociación de la BBC Worldwide y Flextech
- Datos: Q2876749